# Imbardata

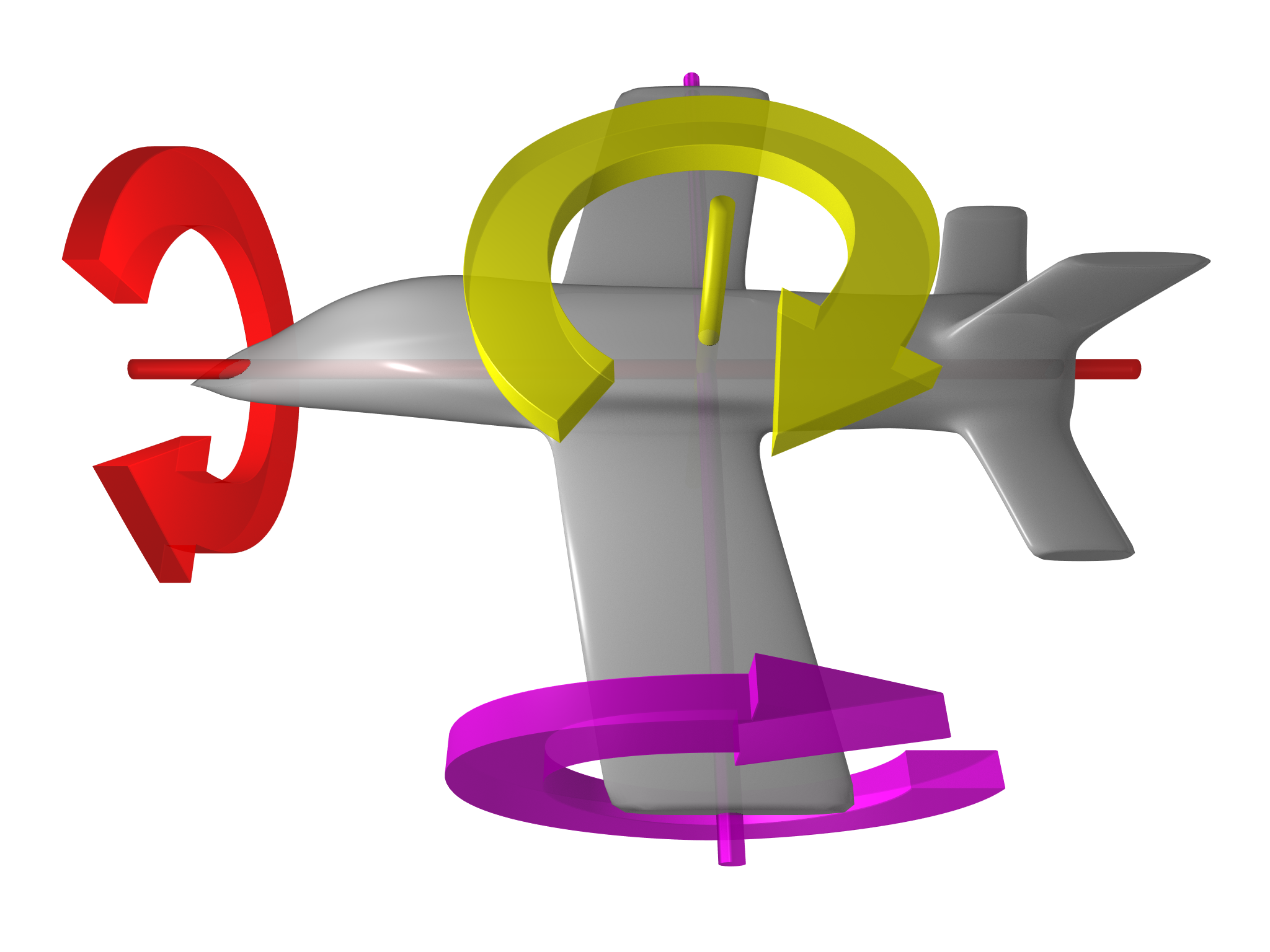
Rotazioni attorno agli assi corpo di un velivolo:
● beccheggio (freccia viola)
● imbardata (freccia gialla)
● rollio (freccia rossa).

L'imbardata è l'oscillazione di un veicolo intorno a un asse verticale passante per il baricentro del mezzo. In ambito aeronautico e automobilistico viene anche indicata con il termine inglese yaw.

## Nautica
In una nave o imbarcazione l'imbardata (o meno comunemente: alambardata, guizzata, guinata) è il moto nave destinato al controllo della direzione di rotta, per quanto su di esso possano influire anche le azioni ambientali esterne, l'imbardata è essenzialmente generata e controllata attraverso gli organi di governo e manovra, dei quali il più diffuso è il timone (esistono tuttavia possibilità di governo attraverso propulsori orientabili o gruppi di propulsori direzionali).
Convenzionalmente l'asse di imbardata corrisponde all'asse {\displaystyle Z} del riferimento nave ed è indicato dall'angolo {\displaystyle \Psi } angolo di imbardata.

## Aeronautica

Il moto prodotto dall'imbardata di un aeromobile.

Anche negli aeroplani è ottenuto tramite il movimento del timone.
Negli aerei la manovra di imbardata generalmente provoca una asimmetria della distribuzione di portanza per effetto della maggiore velocità alla quale la semiala esterna si muove rispetto alla semiala interna durante la manovra, provocando un effetto secondario detto rollio indotto che, se non opportunamente bilanciato dal pilota, inclina l'aereo verso l'interno della virata.

## Meccanica classica
Nei sistemi di guida lineare o scorrimenti lineari è una condizione di sollecitazione asimmetrica del movimento per effetto di carichi disassati che in alcune condizioni può generare il rischio di intraversamento del sistema.

## Autoveicoli
Negli autoveicoli l'imbardata è data dall'angolo che il vettore velocità del veicolo forma con il piano di simmetria del veicolo stesso.